# Carlo Lombardi
Carlo Francesco Lombardi (becenevén: Francis, szül. Genova, 1897. január 21. – Vercelli, 1983. március 5.)  egy olasz származású katonai pilóta volt. Szolgálatot teljesített az első világháborúban, ahol 8 igazolt légi győzelmet szerzett, valamint hadnagyi rendfokozatig jutott. Szolgálatát később Katonai Vitézségi Éremmel tüntették ki.

## Élete
Lombardi 1897. január 21-én született.

### Katonai szolgálata
Nem maradt fenn forrás arról, hogy Lombardi mikor lépett be a hadseregbe, ezt csupán légi győzelmeiből következtetni lehet. Nagy valószínűséggel, 1916 évében lépett be a hadseregbe és került a légierőhöz. Első légi győzelmét 1917. október 26-án aratta Doberdó felett. Másnap újabb két légi győzelmet könyvelhetett el, amikor Ranziano és Korita felett újabb gépeket lőtt le. Negyedik légi győzelmét 1917. november 3-án szerezte meg egy német repülőgép ellen. Egy napra rá november 4-én lett ászpilóta, amikor is megszerezte ötödik légi győzelmét. Hatodik légi győzelmének körülményei ismeretlenek. Huzamosabb ideig nem szerez győzelmet, viszont 1918. június 15-én és 16-án két Albatros D.III-as vadászgépet lőtt le. Tetteiért Vitézségi Éremmel tüntették ki.

### Légi győzelmei
| Sorszám | Dátum             | Egység | Ellenfél       | Repülőgép |
| ------- | ----------------- | ------ | -------------- | --------- |
| 1       | 1917. október 26. | 77ª    | K-boat         | ?         |
| 2       | 1917. október 27. | 77ª    | Ismeretlen     | ?         |
| 3       | 1917. október 27. | 77ª    | Ismeretlen     | ?         |
| 4       | 1917. november 3. | 77ª    | Ismeretlen     | ?         |
| 5       | 1917. november 4. | 77ª    | Ismeretlen     | ?         |
| 6       | ?                 | 77ª    | Ismeretlen     | ?         |
| 7       | 1918. június 15.  | 77ª    | Albatros D.III | SPAD VII  |
| 8       | 1918. június 16.  | 77ª    | Albatros D.III | SPAD VII  |

### További élete
Lombardi a háború után autógyárat vezetett és huzamosabb ideig politizált is. 1983-ban hunyt el, életének 86. évében.